# حارة عصر السفلى (صنعاء)
حارة عصر السفلى هي إحدى حارات حي عصر بمديرية الوحدة إحد مديريات العاصمة اليمنية صنعاء، بلغ تعداد سكانها 234 نسمة حسب تعداد اليمن لعام 2004.